# Henryków (Szprotawa)
Henryków (deutsch Sprottischdorf) ist ein Ort in der Stadt- und Landgemeinde Szprotawa im Powiat Żagański der Woiwodschaft Lebus in Polen.

## Sehenswürdigkeiten
- Das Schloss Henryków (Schloss Sprottischdorf) wurde 1783 für  Caspar Adolf Erdmann von Knobelsdorff errichtet.[1]

1826 wurde es von Friedrich von Neumann im Stil des Klassizismus umgebaut.
- Westlich des Schlosses befinden sich ein Nebengebäude aus dem Jahr 1801 sowie ein Gutshof, der 1842–1845 erbaut wurde.
- Nordwestlich erstreckt sich ein Landschaftspark mit Teich aus dem 19. Jahrhundert.[2]

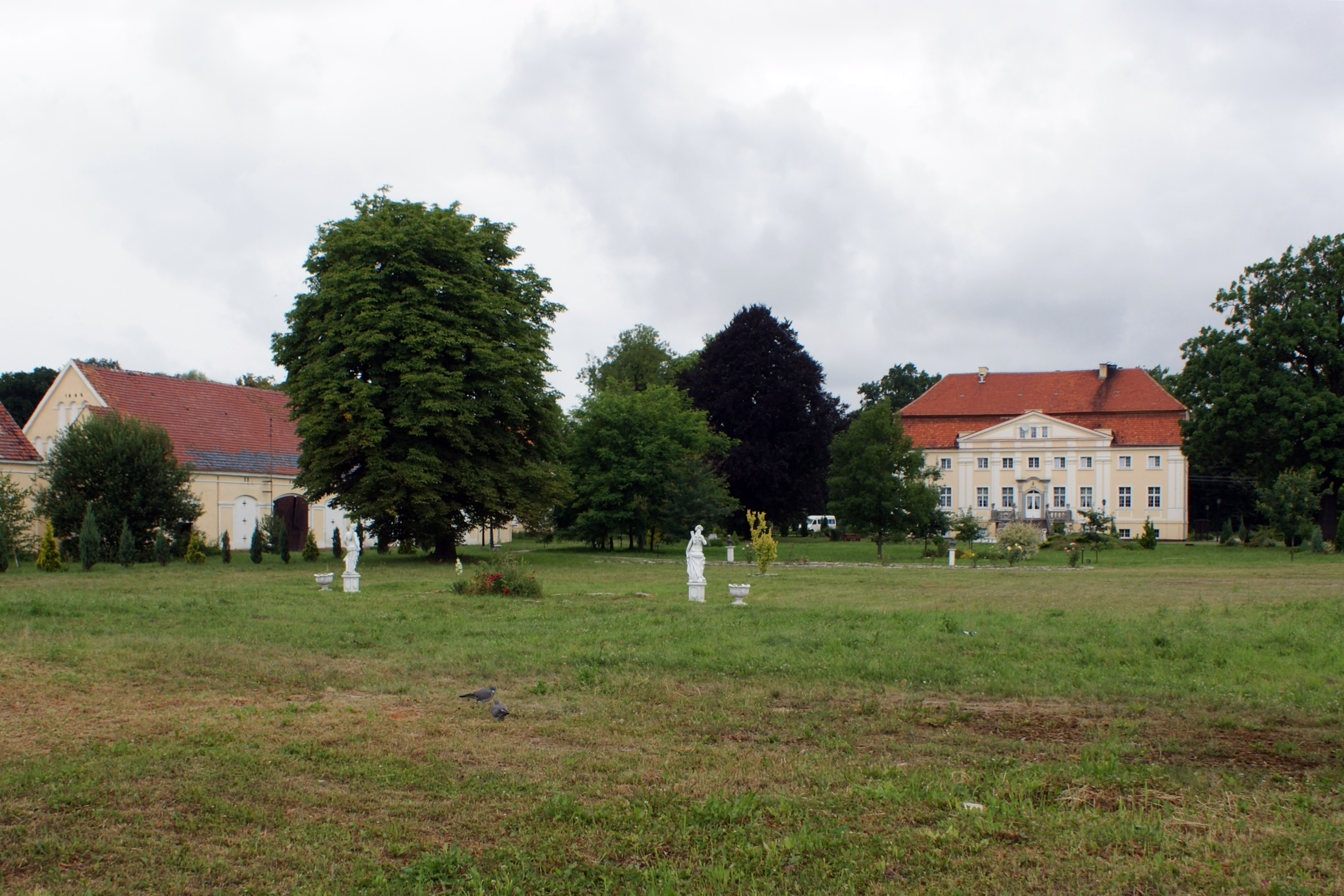
Schloss Sprotisch
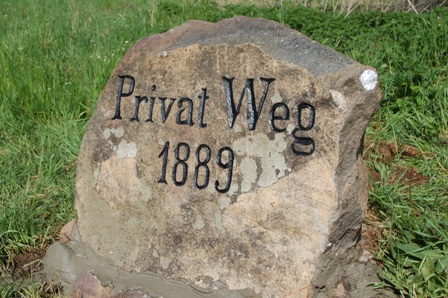
Wegweiser aus dem Jahr 1889.

- Die Stieleiche am nördlichen Rand des Dorfes hat einen Umfang von 735 cm (2020). Sie ist als Naturdenkmal ausgewiesen.